# Beépített múlt
A Beépített múlt (eredeti cím: The Stranger) 2010-es kanadai-amerikai akciófilm, melynek rendezője Robert Lieberman, forgatókönyvírója Quinn Scott, a főszerepben pedig a korábbi WWE pankrátor, Stone Cold Steve Austin.
A filmet 2010. június 1-jén adták ki DVD-n és Blu-rayen az Amerikai Egyesült Államokban.

## Cselekmény
Egy titokzatos idegen (Steve Austin) nem emlékszik a múltjára, és arra sem, hogy mi vitte oda, ahol most van. Megtörve és összezavarodva lassan rájön, mi történt szerető családjával és ígéretes karrierjével. De mivel az elszánt FBI ügynök, Mason Reese (Adam Beach) a nyomában van, nem lesz egyszerű dolga.

## Szereplők
| Szerep           | Színész                 | Magyar hang        |
| ---------------- | ----------------------- | ------------------ |
| Tom Tomashevky   | Stone Cold Steve Austin | Dózsa Zoltán       |
| Grace Bishop     | Erica Cerra             | Kisfalvi Krisztina |
| Mason Reese      | Adam Beach              | Lux Ádám           |
| Picker FBI-főnök | Ron Lea                 | Rosta Sándor       |
| Fleming ügynök   | Viv Leacock             | Maday Gábor        |
| Daniels ügynök   | Jason Schombing         | Galbenisz Tomasz   |
| Mikhail          | Stephen Dimopoulos      | N/A                |

## Filmkészítés
A filmet a kanadai Vancouverben (Brit Columbia, Kanada) forgatták 31 nap alatt. PG 13-as besorolás.

## Fordítás
- Ez a szócikk részben vagy egészben  a   The Stranger (2010 film) című angol Wikipédia-szócikk fordításán alapul.  Az eredeti cikk szerkesztőit annak laptörténete sorolja fel. Ez a jelzés csupán a megfogalmazás eredetét és a szerzői jogokat jelzi, nem szolgál a cikkben szereplő információk forrásmegjelöléseként.